# 四板小藤壶属
四板小藤壶属（学名：Tetrachthamalus）为小藤壶科的一个属。

## 下级分类
本属包括以下物种：
- Tetrachthamalus oblitteratus Newman, 1967[4]
- 中国四板小藤壶 Tetrachthamalus sinensis Ren, 1980[5]